# Joziléia Kaingang
Joziléia Daniza Jagso Inácio Jacodsen Schild, também conhecida como Joziléia Kaingang (Tenente Portela, 04 de julho de 1980), é uma geógrafa, professora e doutora em Antropologia social pela Universidade Federal de Santa Catarina (UFSC) da etnia Kaingang.
É professora em disciplinas pela UFSC e atualmente realiza doutorado em Antropologia social pela mesma universidade. Além disso, é ativista dos direitos das mulheres indígenas e co-fundadora da Articulação Nacional das Mulheres Guerreiras da Ancestralidade (ANMIGA).
Desde o início de 2023, Joziléia é a Chefe de Gabinete do Ministério dos Povos Indígenas do Brasil.

## Biografia
Joziléia nasceu na Terra Indígena do Guarita, localizada no município de Tenente Portela, no Rio Grande do Sul. Anos depois, sua família se mudou para a Ronda Alta, no mesmo estado, após a retomada do território indígena de Serrinha, na década de 1990. Realizou a educação básica no ensino público e, formou-se em licenciatura plena em Geografia pela Universidade Comunitária da Região de Chapecó (UNOCHAPECO).
Posteriormente, realizou uma especialização de dois anos em PROEJA Indígena, de 2010 a 2012, uma modalidade da EJA voltada à educação profissional para indígenas, na Universidade Federal do Rio Grande do Sul. Depois, se mudou para Brasília para trabalhar com ONGs, o Instituto Kaingang e o Instituto Indígena Brasileiro para Propriedade Intelectual. Porém, tinha pretensão de continuar os seus estudos, já que alguns de seus parentes, como sua mãe-tia, são professores indígenas bilíngues.
Assim, ingressou no mestrado em Antropologia Social na UFSC em março de 2014, após ter entrado com um pedido para a universidade disponibilizar vagas de ações afirmativas na pós-graduação para pessoas indígenas. Em fevereiro de 2016, finalizou o mestrado e foi convidada para ser coordenadora pedagógica do curso  de graduação de Licenciatura Intercultural Indígena na UFSC. Já em 2018, a líder Kaingang iniciou o doutorado na mesma universidade.
Nas eleições municipais de 2020, Joziléia foi eleita como co-vereadora pelo Partido Socialismo e Liberdade (PSOL) de um mandato coletivo na Câmara Municipal de Florianópolis: a Coletiva Bem Viver. No entanto, no fim de 2022 após desavenças com a titular do mandado, a vereadora Cíntia Mendonça, quatro das cinco integrantes do projeto renunciaram ao cargo, incluindo Joziléia.
Em janeiro de 2023 é convidada para compor o recém criado Ministério dos Povos Indígenas (MPI), ocupando a chefia de gabinete da Ministra Sônia Guajajara. Em agosto de 2023, Joziléia Kaingang, assume a Secretaria Nacional de Articulação e Promoção dos Direitos Indígenas - SEART - no MPI, enquanto Secretária Nacional Substituta.

## Atuação Política
Em 2022, a líder indígena participou como convidada da COP 27 no Egito, fazendo parte da mesa principal de um dos eventos da Conferência, intitulado "As mulheres indígenas do GATC: A nossa perspectiva sobre as alterações climáticas". Após sua fala, Joziléia foi hostilizada nas redes sociais, sofrendo questionamentos sobre sua identidade étnica e outras violências relacionadas à capacidade dos povos indígenas em ocuparem espaços de diálogos e discussões em âmbito internacional. O Conselho Indigenista Missionário (CIMI) e a Associação Brasileira de ONGs (ABONG) emitiram notas de repúdio aos atos hostis realizados.
Já no fim de 2023, Joziléia participou da COP 28 em Dubai, fazendo parte da mesa principal do painel “Contando com um Futuro Sustentável: Conferência Global sobre Dados de Gênero e Meio Ambiente”, que discutiu a produção de dados sobre as relações entre as mulheres, o clima e meio ambiente.